# Roman picaresc

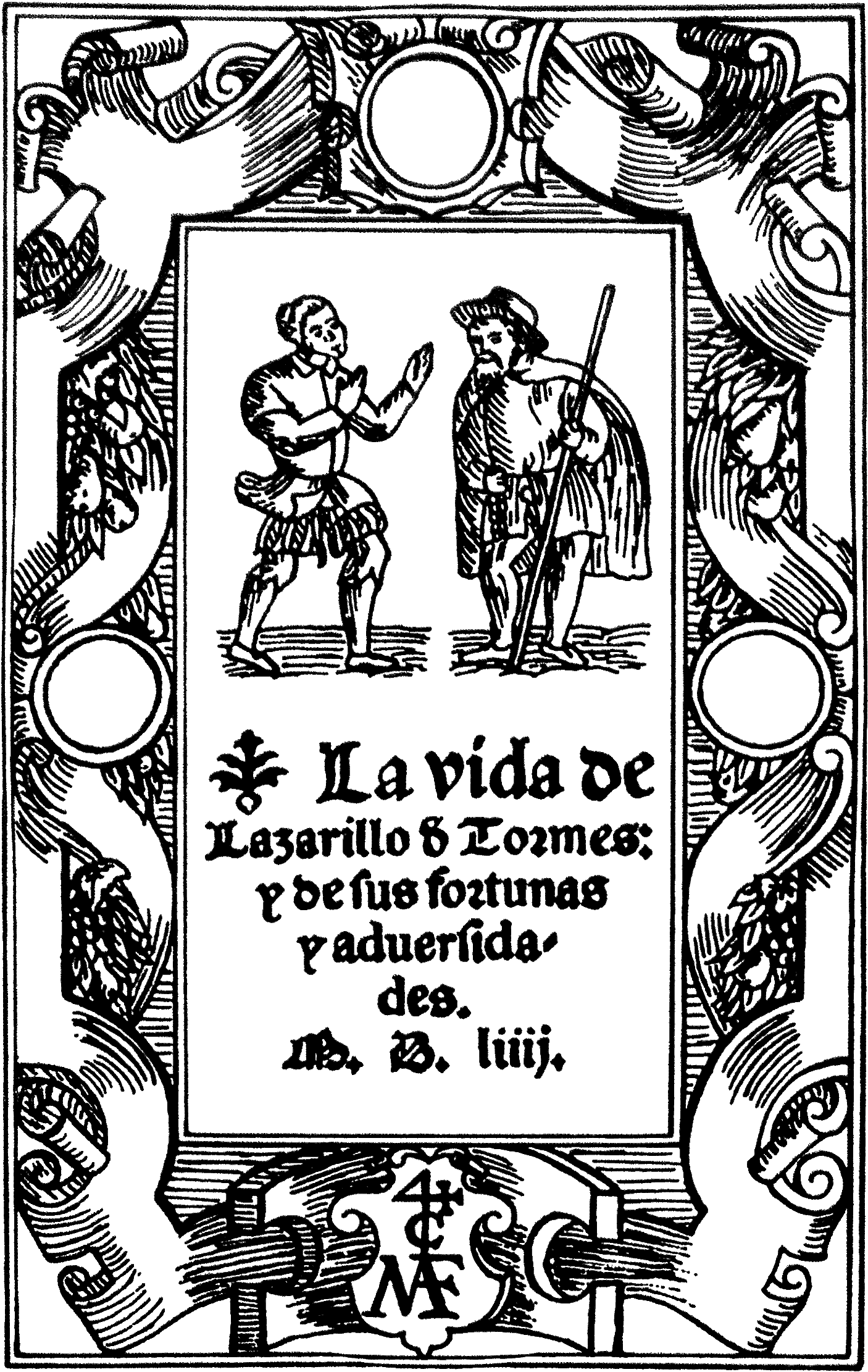
Coperta romanului picaresc La Vie de Lazarillo de Tormes, ediția din 1554

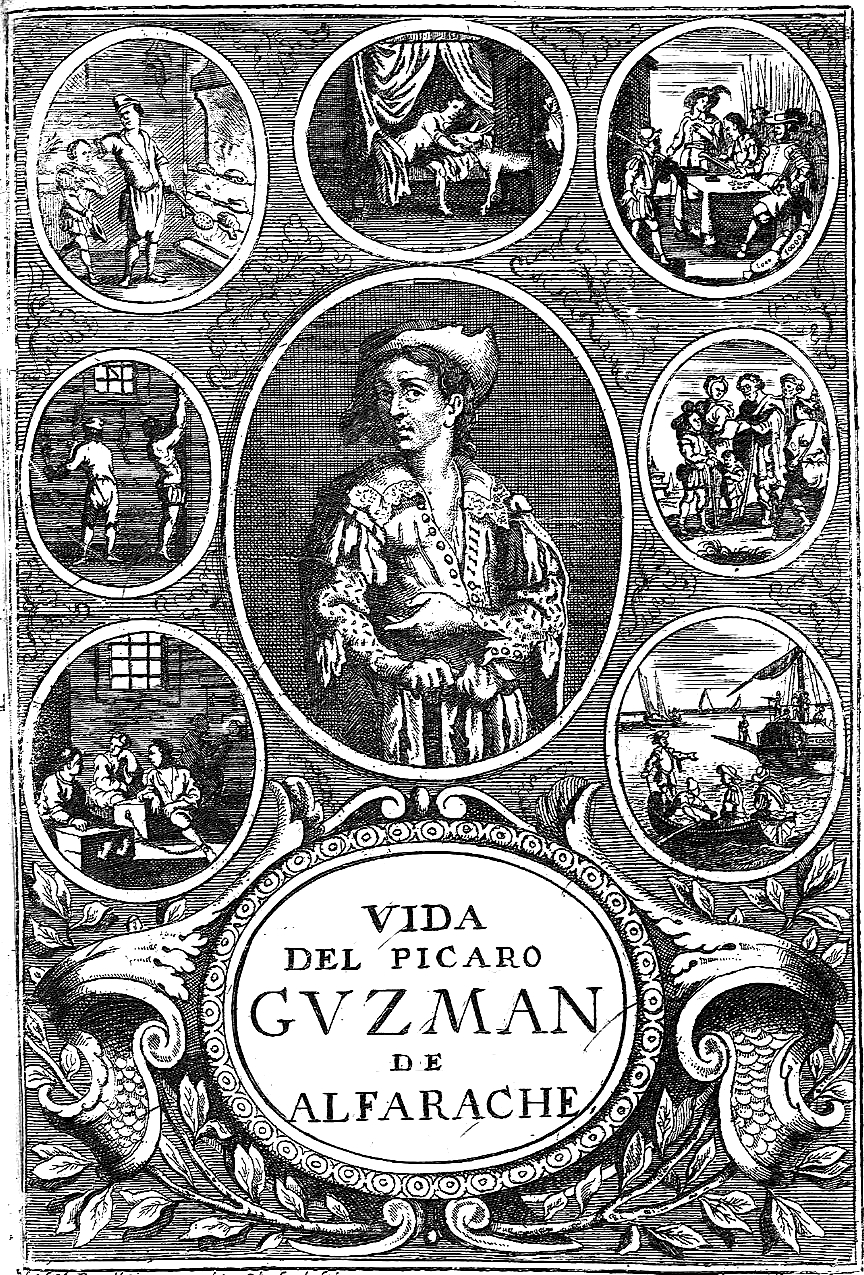
Pagina de titlu a cărții Guzmán de Alfarache (1599)

Romanul picaresc este un gen literar, o formă timpurie de roman, de obicei narat la persoana I, care prezintă întâmplările unui aventurier din clasele sociale de jos. În efortul său de a supraviețui, eroul călătorește din loc în loc și intră în contact cu diverse categorii sociale. Termenul provine din limba spaniolă, unde termenul „picaro" desemnează chiar acest gen de aventurier. Roman picaresc a apărut în Spania în secolul al XVI-lea.
Un picaro este antieroul. Romanele picarești sunt realist-critice.

## Romane picarești

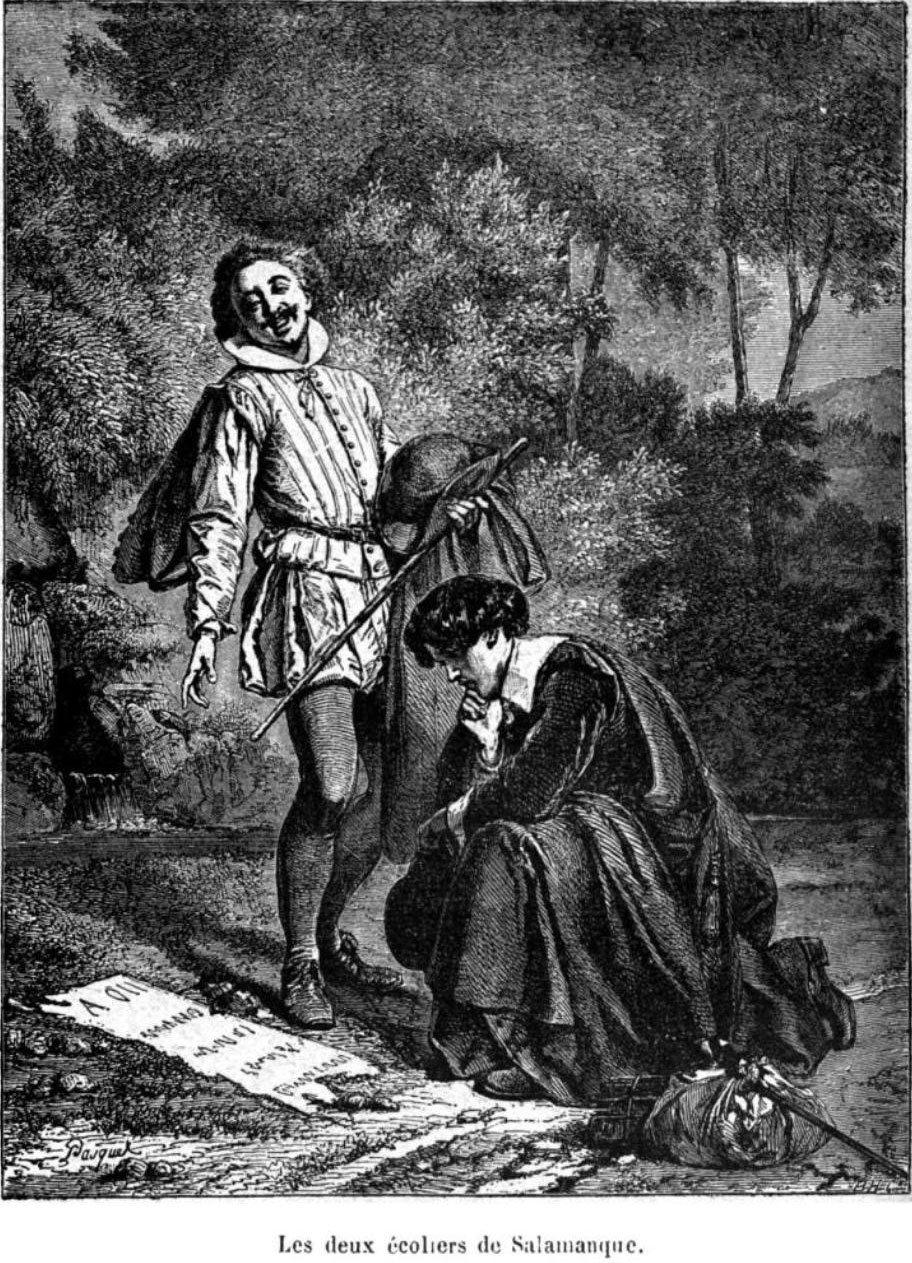
Histoire de Gil Blas de Santillane de Lesage

- Kvachi Kvachantiradze (1924) (Miheil Djavahișvili)
- La Vie de Lazarillo de Tormes (1554) (anonim)
- Guzmán de Alfarache (1599-1604) (Mateo Alemán)
- La vie généreuse des Mercelots, gueus et boesmiens, mis en lumière par monsieur Pechon de Ruby, anonim (atribuit lui Pechon de Ruby), (Lyon 1596)
- La Pícara Justina (1605) (López de Úbeda)
- Relaciones de la vida del escudero Marcos de Obregón (1618) (Vicente Espinel)
- El Buscón (1626) (Francisco de Quevedo)
- Le Diable boiteux (1641) (Vélez de Guevara)
- La Garduña de Sevilla (1642) (Castillo Solórzano)
- La vida y hechos de Estebanillo González, hombre de buen humor (1646) (anonim)
- Aventurosul Simplicius Simplicissimus (1668) (Hans Jakob Christoffel von Grimmelshausen)
- Gil Blas de Santillane (1715-1735) (Lesage)
- Le Paysan parvenu (1735) (Marivaux)
- Manuscrit trouvé à Saragosse (1797-1815) (Jean Potocki)
- Mémoires de Barry Lyndon (1844) (William Makepeace Thackeray)
- The Five Gold Bands - Cele cinci brățări de aur (noiembrie 1950), roman SF de Jack Vance
- Jocul cu moartea (1962) (Zaharia Stancu)
- Balthasar Kober (1980) (Frédérick Tristan)
- Le Vol sans un fût (2001) (Mikho Mossoulichvili)
- The Adventures of Peregrine Pickle (Tobias Smollett)
- Hundraåringen som klev ut genom fönstret och försvann (Jonas Jonasson)